# كرسول مسكي
كرسول مسكي (الاسم العلمي:Crassula moschata) هو نوع من النباتات يتبع جنس الكرسول من الفصيلة الكرسولية.